# S.F. Sorrow
| Recensione   | Giudizio       |
| ------------ | -------------- |
| AllMusic     | [ 1 ]          |
| OndaRock     | Pietra Miliare |
| Sputnikmusic | 5.0 (Classic)  |

S.F. Sorrow è il quarto album in studio del gruppo rock inglese The Pretty Things, pubblicato nel 1968 per la Columbia Records.

## Il disco
È considerata la prima opera rock britannica ed uno dei primi concept album del rock ed è basato su una breve storia, scritta dal cantante Phil May, che viene a mano a mano svelata dalle canzoni che strutturano l'album. La narrazione ha come protagonista Sebastian F. Sorrow ed incomincia con la sua nascita, gli amori, la guerra, la tragedia, la follia e termina con la delusione della tarda età.

## Tracce
Lato A
1. S.F. Sorrow Is Born – 3:12 (Phil May, Dick Taylor, Wally Waller, John Povey)
2. Bracelets of Fingers – 3:41 (Phil May, Dick Taylor, Wally Waller, John Povey)
3. She Says Good Morning – 3:23 (Phil May, Dick Taylor, Wally Waller, John Povey)
4. Private Sorrow – 3:51 (Phil May, Dick Taylor, Wally Waller, John Povey)
5. Balloon Burning – 3:51 (Phil May, Dick Taylor, Wally Waller, John Povey)
6. Death – 3:05 (Phil May, Dick Taylor, Wally Waller, John Povey, John Charles Alder)

Durata totale: 21:03
Lato B
1. Baron Saturday – 4:01 (Phil May, Dick Taylor, Wally Waller, John Povey)
2. The Journey – 2:46 (Phil May, Dick Taylor, Wally Waller, John Povey, John Charles Alder)
3. I See You – 3:56 (Phil May, Dick Taylor, Wally Waller, John Povey)
4. Well of Destiny – 1:46 (Phil May, Dick Taylor, Wally Waller, John Povey, John Charles Alder)
5. Trust – 2:49 (Phil May, Dick Taylor, Wally Waller, John Povey)
6. Old Man Going – 3:09 (Phil May, Dick Taylor, Wally Waller, John Povey, John Charles Alder)
7. Loneliest Person – 1:29 (Phil May, Dick Taylor, Wally Waller, John Povey, John Charles Alder)

Durata totale: 19:56
Edizione CD del 1998, pubblicato dalla Original Masters Records (SDPCD109)
1. S.F. Sorrow Is Born – 3:15 (Phil May, Dick Taylor, Wally Waller, John Povey)
2. Bracelets of Fingers – 3:39 (Phil May, Dick Taylor, Wally Waller, John Povey)
3. She Says Good Morning – 3:31 (Phil May, Dick Taylor, Wally Waller, John Povey)
4. Private Sorrow – 3:50 (Phil May, Dick Taylor, Wally Waller, John Povey)
5. Balloon Burning – 3:50 (Phil May, Dick Taylor, Wally Waller, John Povey)
6. Death – 3:12 (Phil May, Dick Taylor, Wally Waller, John Povey, John Charles Alder)
7. Baron Saturday – 4:02 (Phil May, Dick Taylor, Wally Waller, John Povey)
8. The Journey – 2:45 (Phil May, Dick Taylor, Wally Waller, John Povey, John Charles Alder)
9. I See You – 3:53 (Phil May, Dick Taylor, Wally Waller, John Povey)
10. Well of Destiny – 1:47 (Phil May, Dick Taylor, Wally Waller, John Povey, John Charles Alder)
11. Trust – 2:47 (Phil May, Dick Taylor, Wally Waller, John Povey)
12. Old Man Going – 3:07 (Phil May, Dick Taylor, Wally Waller, John Povey, John Charles Alder)
13. Loneliest Person – 1:28 (Phil May, Dick Taylor, Wally Waller, John Povey, John Charles Alder)
14. Defecting Grey – 5:14 (Phil May, Dick Taylor, Wally Waller) – Bonus Cuts
15. Mr. Evasion – 3:31 (Phil May, Dick Taylor, Wally Waller) – Bonus Cuts
16. Talkin' About the Good Times – 3:46 (Phil May, Dick Taylor, Wally Waller) – Bonus Cuts
17. Walking Through My Dreams – 3:38 (Phil May, Dick Taylor, Wally Waller, John Povey) – Bonus Cuts

Durata totale: 57:15
Edizione CD del 2002, pubblicato dalla Repertoire Records (REP 4930)
1. S.F. Sorrow Is Born – 3:07 (Phil May, Dick Taylor, Wally Waller, John Povey)
2. Bracelets of Fingers – 3:38 (Phil May, Dick Taylor, Wally Waller, John Povey)
3. She Says Good Morning – 3:18 (Phil May, Dick Taylor, Wally Waller, John Povey)
4. Private Sorrow – 3:50 (Phil May, Dick Taylor, Wally Waller, John Povey)
5. Balloon Burning – 3:45 (Phil May, Dick Taylor, Wally Waller, John Povey)
6. Death – 3:05 (Phil May, Dick Taylor, Wally Waller, John Povey, John Charles Alder)
7. Baron Saturday – 3:56 (Phil May, Dick Taylor, Wally Waller, John Povey)
8. The Journey – 2:45 (Phil May, Dick Taylor, Wally Waller, John Povey, John Charles Alder)
9. I See You – 3:56 (Phil May, Dick Taylor, Wally Waller, John Povey)
10. Well of Destiny – 1:44 (Phil May, Dick Taylor, Wally Waller, John Povey, John Charles Alder)
11. Trust – 2:43 (Phil May, Dick Taylor, Wally Waller, John Povey)
12. Old Man Going – 3:05 (Phil May, Dick Taylor, Wally Waller, John Povey, John Charles Alder)
13. Loneliest Person – 1:24 (Phil May, Dick Taylor, Wally Waller, John Povey, John Charles Alder)
14. Defecting Grey – 4:27 (Phil May, Dick Taylor, Wally Waller) – Bonus Track
15. Mr. Evasion – 3:26 (Phil May, Dick Taylor, Wally Waller) – Bonus Track
16. Talkin' About the Good Times – 3:41 (Phil May, Dick Taylor, Wally Waller) – Bonus Track
17. Walking Through My Dreams – 3:35 (Phil May, Dick Taylor, Wally Waller) – Bonus Track
18. Private Sorrow – 3:50 (Phil May, Dick Taylor, Wally Waller, John Povey) – Bonus Track
19. Balloon Burning – 3:45 (Phil May, Dick Taylor, Wally Waller, John Povey) – Bonus Track
20. Defecting Grey – 5:10 (Phil May, Dick Taylor, Wally Waller) – Bonus Track - Alternate Version

Durata totale: 68:10

## Formazione
- Phil May - voce
- Wally Allen (Wally Waller) - basso, chitarra, voce, strumenti a fiato, pianoforte
- Dick Taylor - chitarra solista, voce
- John Povey - organo, sitar, percussioni, voce
- Twink - batteria, voce
- Skip Alan - batteria

Note aggiuntive:
- Norman Smith - produttore
- Registrazioni effettuate al Abbey Road Studios di Londra, Inghilterra
- Peter Mew - ingegnere delle registrazioni
- Phil May - designer della copertina
- Dick Taylor - fotografie